# Hyalurga sixola
Hyalurga sixola är en fjärilsart som beskrevs av William Schaus 1910. Hyalurga sixola ingår i släktet Hyalurga och familjen björnspinnare. Inga underarter finns listade i Catalogue of Life.